# Monument voor de verdedigers van het Sovjetpoolgebied tijdens de Grote Vaderlandse Oorlog
Het Monument voor de verdedigers van het Sovjetpoolgebied tijdens de Grote Vaderlandse Oorlog (Russisch: Мемориал Защитникам Советского Заполярья в годы Великой Отечественной войны, Memorial Zashchitnikam Sovjetskogo Zapoijarija v godie Velikoij Otesjestvennoij voijnij) of kortweg het Aljosja-monument (Russisch: Алёша) is een monument in Moermansk, Rusland. Het monument herdenkt de Sovjetmilitairen die gesneuveld zijn tijdens de Tweede Wereldoorlog, in Rusland de Grote Vaderlandse Oorlog genoemd.

## Beschrijving
Het standbeeld toont een soldaat in een lange overjas met een geweer over zijn schouder. De voet is zeven meter hoog en het beeld heeft een hoogte van 35,5 meter. Het stenen beeld is hol en weegt in totaal meer dan 5000 ton. De soldaat kijkt naar het westen waar in het dal Dolina Slavi, aan de oevers van de rivier Zapadnaja Litsa, de Russische troepen vanaf de zomer van 1941 tot de herfst van 1944 tegen de Duitse troepen standhielden. Vóór het standbeeld, op een platform van zwarte natuursteen, brandt de eeuwige vlam. Een beetje hoger en dichter bij het beeld staat een driehoekige piramide als een teken van rouw om de onder de rode vlag gevallen soldaten. Naast het monument staat een gepolijste granieten stele met het opschrift:
Защитникам Заполярья — воинам 14-й армии, 19-й армии, Краснознаменного Северного флота, 7-й воздушной армии, пограничных отрядов № 82, 100, партизанских отрядов «Советский Мурман», «Большевик Заполярья», «Полярник», «Сталинец», «Большевик». Слава отстоявшим эту землю!

(Voor de verdedigers van het noordpoolgebied - de strijders van het 14e Leger, het 19e Leger, de Roodgebanierde Noordelijke Vloot, het 7e luchtmachtonderdeel, de 82e en 100e grenstroepen en de partizanengroepen "Sovjetmoerman", "Noordpoolbolsjewiek", "Poolreiziger", "Stalinist" en "Bolsjewiek". Ere zij hen die dit land verdedigd hebben!)
Aan één kant van het monument staan twee stuks luchtafweergeschut (tijdens de oorlog werd luchtafweergeschut op deze locatie geplaatst als onderdeel van de luchtverdediging van Moermansk). In de voet van het monument zijn twee capsules ingebouwd, een met zeewater uit de begraafplaats van het heroïsche patrouillevaartuig Tuman dat zonk tijdens een gevecht met drie Duitse torpedobootjagers, en een met aarde uit Dolina Slavi en van het front aan de Verman-rivier. Een grote centrale trap leidt naar een podium dat wordt gebruikt door sprekers tijdens ceremonies bij het monument.

## Geschiedenis
Oorspronkelijk was het monument gepland op het centrale plein van Moermansk, maar later werd besloten om dit op de heuvel te plaatsen met zicht op de stad en de baai van Kola. Nadat de financiering van het project was geregeld, werd de grond op 17 oktober 1969 vrijgemaakt en in mei 1974 begonnen met de bouw. Het monument is ontworpen door architect Igor Aleksandrovitsj Pokrovski en werd ingehuldigd op 19 oktober 1974, ter gelegenheid van de dertigste verjaardag van de overwinning van de Sovjettroepen op de Duitse bezetter in het noordpoolgebied. In oktober 2004 werd een muur gebouwd met plaquettes van de andere heldensteden, ter herdenking van de zestigste verjaardag van de overwinning.

## Fotogalerij

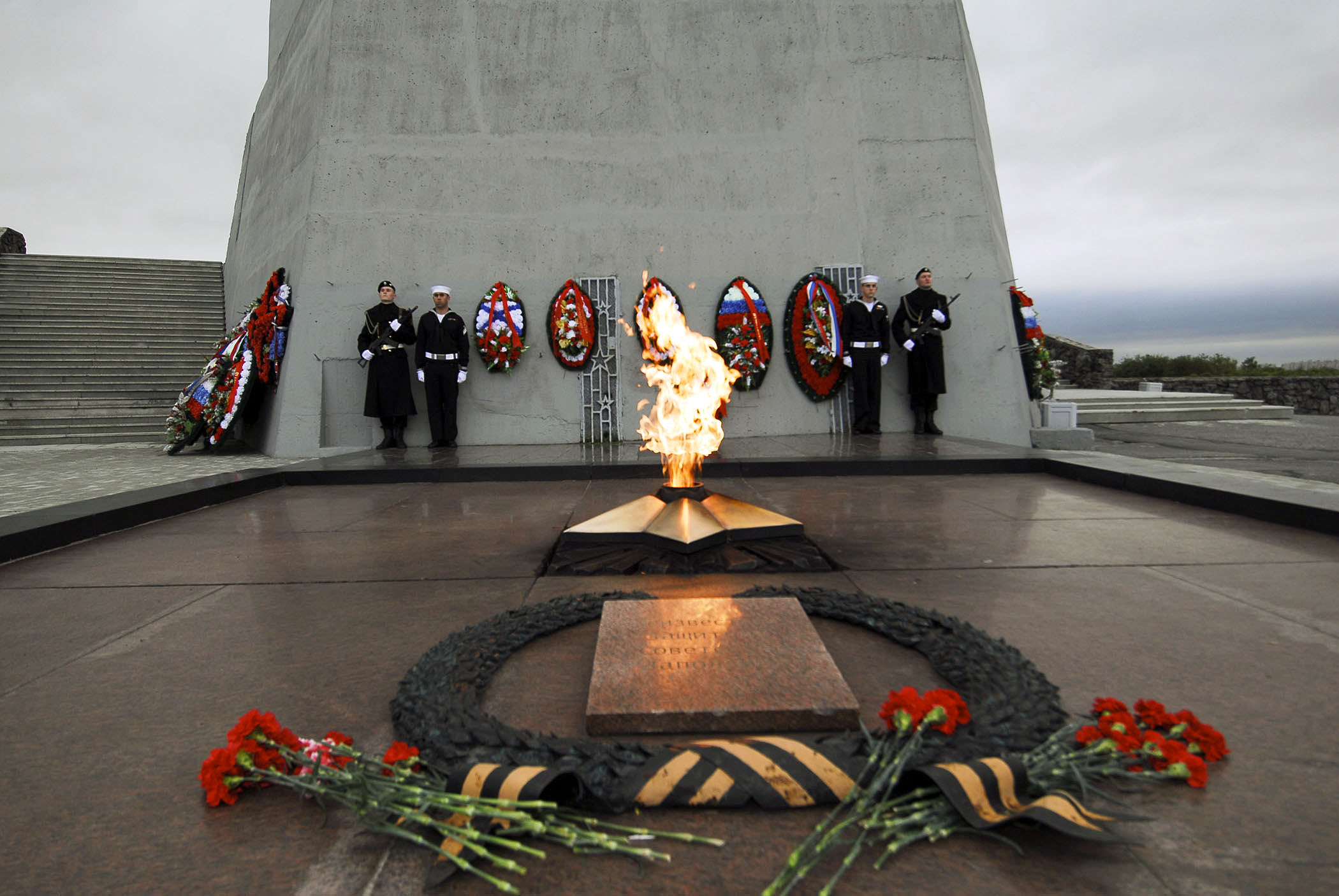
Graf van de onbekende soldaat en eeuwige vlam
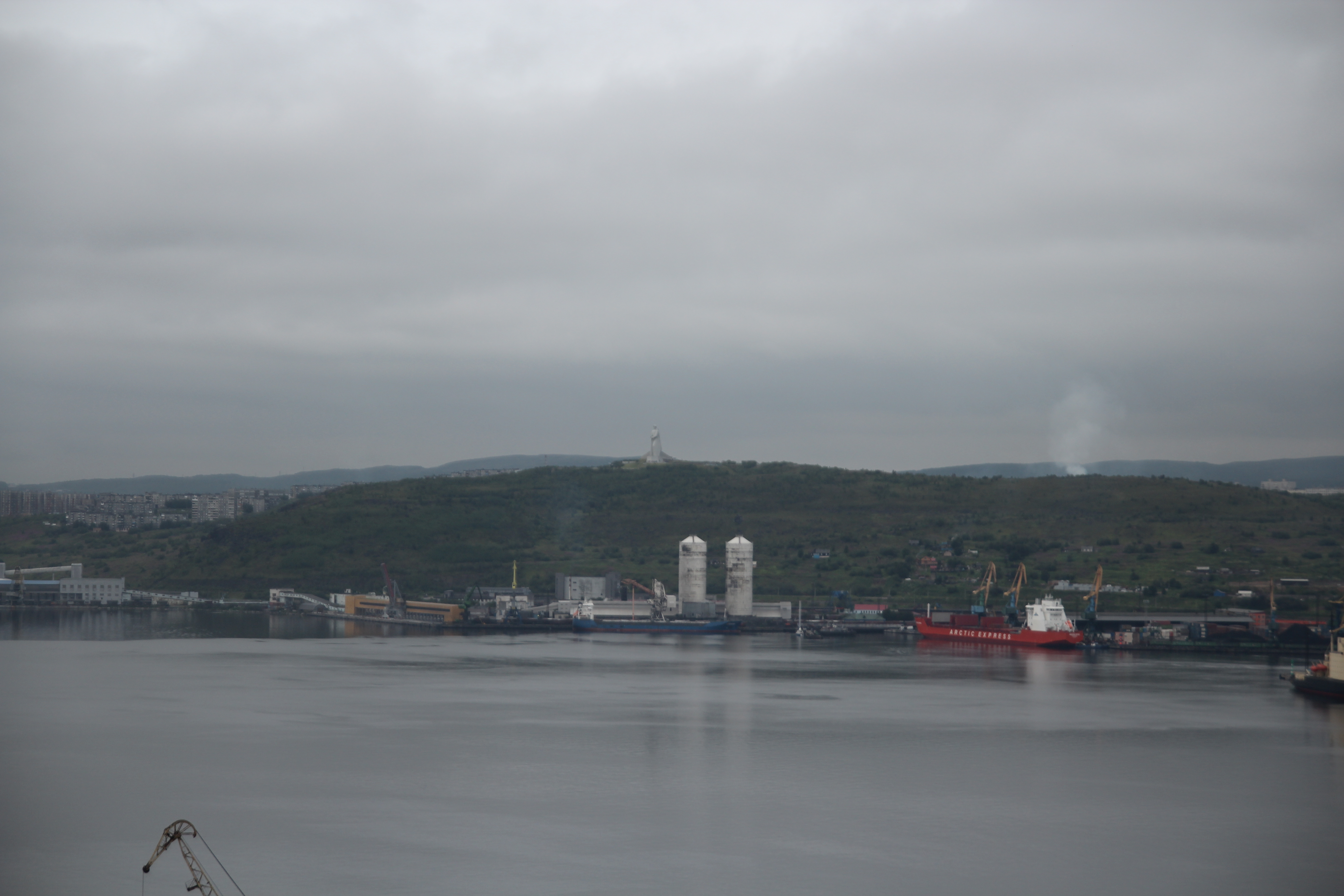
Zicht op de baai met op de achtergrond het standbeeld
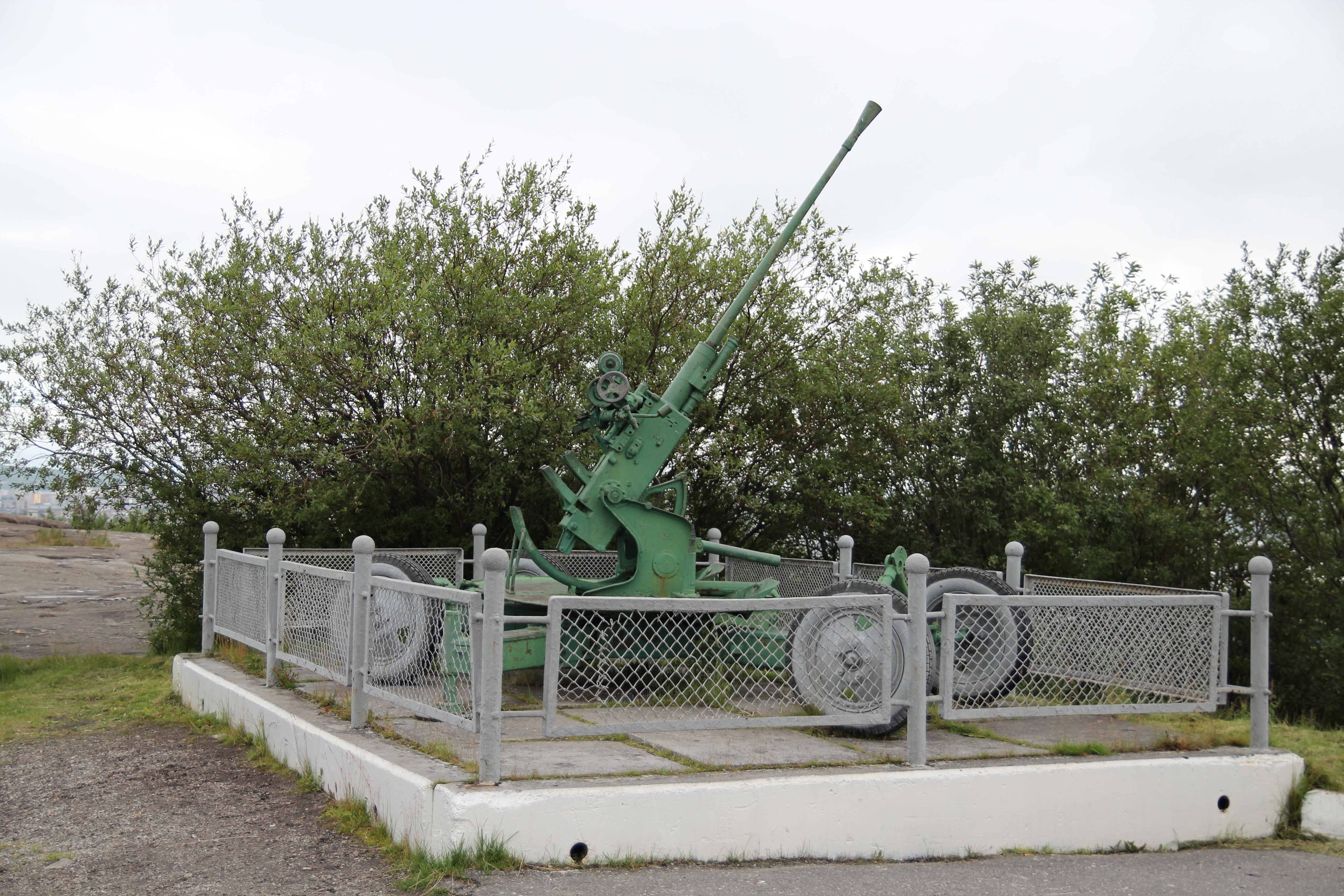
Het luchtafweergeschut
Overzicht van de hoogste Russische monumenten